# Nilgün Marmara

Nilgün Marmara

Nilgün Marmara (geboren 13. Februar 1958 in Istanbul; gestorben 13. Oktober 1987 ebenda) war eine türkische Dichterin.

## Leben
Marmara wurde 1958 in Istanbul geboren. Sie ging im Kadıköy Maarif Koleji und Anadolu Lisesi zur Schule. Später absolvierte sie die Boğaziçi-Universität, Abteilung für Englische Sprache und Literatur, und schloss diese mit einer Arbeit über die Poesie Sylvia Plaths ab.
Marmara litt unter Depressionen und beging Suizid, indem sie am 13. Oktober 1987 aus dem sechsten Stock ihres Hauses sprang.
Ihre postum veröffentlichten Bücher sind: Daktiloya Çekilmiş Şiirler (maschinengeschriebene Gedichte, 1988), Metinler (Texte, 1990) und Kırmızı Kahverengi Defter (Das rotbraune Notizbuch, herausgegeben von Gülseli İnal, 1993).
Eine Auswahl ihrer Gedichte erscheint in From this bridge: contemporary Turkish women poets, übersetzt von George Messo.
| Personendaten    | Personendaten       |
| ---------------- | ------------------- |
| NAME             | Marmara, Nilgün     |
| KURZBESCHREIBUNG | türkische Dichterin |
| GEBURTSDATUM     | 13. Februar 1958    |
| GEBURTSORT       | Istanbul            |
| STERBEDATUM      | 13. Oktober 1987    |
| STERBEORT        | Istanbul            |